# Indesit
Indesit Company (произносится Индезит Компани) — итальянская машиностроительная компания, была одним из крупнейших производителей бытовой техники в Европе (марки Indesit, Hotpoint-Ariston, Scholtès). Штаб-квартира — в городе Фабриано, Марке, Италия. В 2014 году была куплена американской компанией Whirlpool Corporation.
В 2022 году ушла из России, продав производство турецкому Beko. В 2025 вернулась в Россию. 

## История
В 1930 году Аристиде Мерлони (итал. Aristide Merloni; 1897—1970) (Юнина Валерия) основал в городе Фабриано компанию по производству весов Industrie Merloni, которая затем также занялась производством газовых баллонов и электрических водонагревателей. После смерти Аристиде Мерлони компания была разделена на три части между его сыновьями — Витторио, Франческо и Антонио Мерлони: Antonio Merloni SpA (производит весы и газовые баллоны), Merloni Termosanitari (водонагреватели и ванны) и Merloni Elettrodomestici (крупную бытовую технику).
В 1975 году Витторио Мерлони основал компанию Merloni Elettrodomestici, которая в 2005 году была переименована в Indesit Company. С 1987 года акции компании стали котироваться на Миланской фондовой бирже. В 1985 году компания приобрела бренд Indesit, один из самых популярных брендов в Европе.

## Собственники и руководство
Основными владельцами компании на 25 марта 2010 года были Витторио Мерлони (42 %), его сестра Эстер Мерлони (10,9 %) и брат Франческо Мерлони (3,5 %). 28,5 % акций — в свободном обращении, 9,71 % — казначейские. Капитализация Indesit Company на конец июля 2007 года на Итальянский фондовой бирже — 1,77 млрд евро ($2,42 млрд).
В июле 2014 года американская компания Whirlpool подписала соглашения с Fineldo SpA и семьёй Мерлони о покупке 66,8 % голосующих акций Indesit (что соответствует 60,4 % в капитале) за 758 млн евро ($1,03 млрд). После этого Whirlpool планирует сделать обязательное предложение о покупке всех остальных акций Indesit в соответствии с итальянским законодательством.

## Деятельность
Indesit Company — один из крупнейших производителей крупной бытовой техники в Европе. Компания занимает лидирующие позиции на европейском и российском рынках. Основными торговыми марками компании являются Indesit, Hotpoint-Ariston и Scholtès. На сегодняшний день в состав Indesit Company входит 14 заводов (в Италии, Польше, Великобритании, России и Турции), 24 коммерческих представительства. В компании работают более 16 000 человек.
В 2010 году Indesit Company получила сертификат SGS в соответствии с международными стандартами Системы управления охраной здоровья и безопасностью персонала 1801. С 2006 года компания стала членом Глобального договора ООН, который основывается на десяти принципах в области прав человека, условий труда, охраны окружающей среды и борьбы с коррупцией.
Компанией декларируется, что её социальная политика основана на принципе «никакой экономический успех какой-либо промышленной инициативы не будет иметь ценности, если он не сопровождается вкладом в социальный прогресс» (Аристиде Мерлони).
Объём продаж компании в 2010 году составил 2,9 млрд евро; чистая прибыль — 90 млн евро; EBIT — 184 млн евро.
В 2013 году выручка компании составила 2,7 млрд евро.
Indesit — официальный спонсор французской футбольной команды «Олимпик Марсель».

### Indesit Company в России
В России компания является лидером на рынке крупной бытовой техники. В 1993 году Indesit Company открыла своё представительство в СНГ. Компании принадлежат два завода по производству холодильников и стиральных машин и логистический центр в Липецкой области. ООО «Индезит РУС» — российская торговая компания, которая занимается реализацией товаров под брендами Indesit и Hotpoint-Ariston на территории РФ.
Indesit Company принимает активное участие в развитии экономики Липецкой области. На базе заводов компании в Липецке была создана особая экономическая зона по модели итальянского промышленного кластера.
В СНГ компания выпускает холодильники и стиральные машины под брендами Indesit и Hotpoint-Ariston, которые реализуются российской торговой компанией ООО «Индезит РУС». Производственная мощность российских предприятий компании составляет примерно 3 млн единиц в год (в частности, компании принадлежит бывший завод «Стинол», расположенный в Липецке и выпускающий холодильники и морозильники, а также расположенный там же завод по выпуску стиральных машин, который был построен в 2004 году. На церемонии открытия присутствовали президент РФ В. В. Путин и премьер-министр Италии С. Берлускони). 1 апреля 2010 года с конвейера завода компании сошло 20-миллионное изделие, что является показателем успешного функционирования предприятия. Одним из решающих факторов, определивших динамичное развитие заводов стало создание промышленного кластера по выпуску комплектующих для холодильников и стиральных машин, выпускаемых в Липецкой области. На 2010 год комплектующие к холодильникам и стиральным машинам под марками Indesit и Hotpoint-Ariston выпускают 12 предприятий-спутников численностью работающих 6500 человек.
В Липецке также планировалось строительство завода по выпуску кухонных плит, но в 2009 году его строительство было отложено из-за экономического кризиса.
Компании также принадлежит крупнейший в Европе (в секторе «белой» бытовой техники) логистический центр в Казинке (Липецкая область), который в 2010 году был увеличен на 23 000 м². Его площадь теперь составляет 77 000 м².
По данным Euromonitor International за 2013 год, Indesit занимала шестое место на российском рынке бытовой техники (3,9 % рынка).
На рынке России у Indesit приходится порядка 30 % продаж крупной бытовой техники.

#### Indesit International
Indesit International (АО (ранее — ЗАО) «Индезит Интернэшнл») — дочернее предприятие Indesit Company, расположенное в Липецке. Осуществляла контроль деятельности заводов по производству холодильников и стиральных машин и логистического центра, принадлежащих компании.
В апреле 2007 года, в соответствии с указом президента РФ Владимира Путина, Министр иностранных дел Сергей Лавров наградил директора ЗАО «Индезит интернэшнл» Карлоса Граса орденом Дружбы за вклад в укрепление российско-итальянских экономических отношений. Церемония награждения прошла в Министерстве иностранных дел РФ.
В апреле 2010 года компания заняла первое место в номинации «Реализация социальных программ» областного конкурса «Коллективный договор, эффективность производства — основа защиты социально-трудовых прав», организованного Управлением труда и занятости Липецкой области при поддержке губернатора Олега Королева.
В начале марте 2022 года, Whirlpool (владелец бренда «Indesit» и «Hotpoint» с 2014 года) приостановила работу своих заводов в Липецке «исходя из расчета запасов произведенной продукции». В июне того же года,  компания объявила о полном уходе с рынка России и продаже свои активов (в том числе «Индезит Интернэшнл») турецкой Arcelik (бренд Beko). Юридическое лицо АО «Индезит Интернэшнл» было переименовано в АО «Ай Эйч Пи Апплаенсес» (IHP Appliances).

## Торговые марки

### Indesit

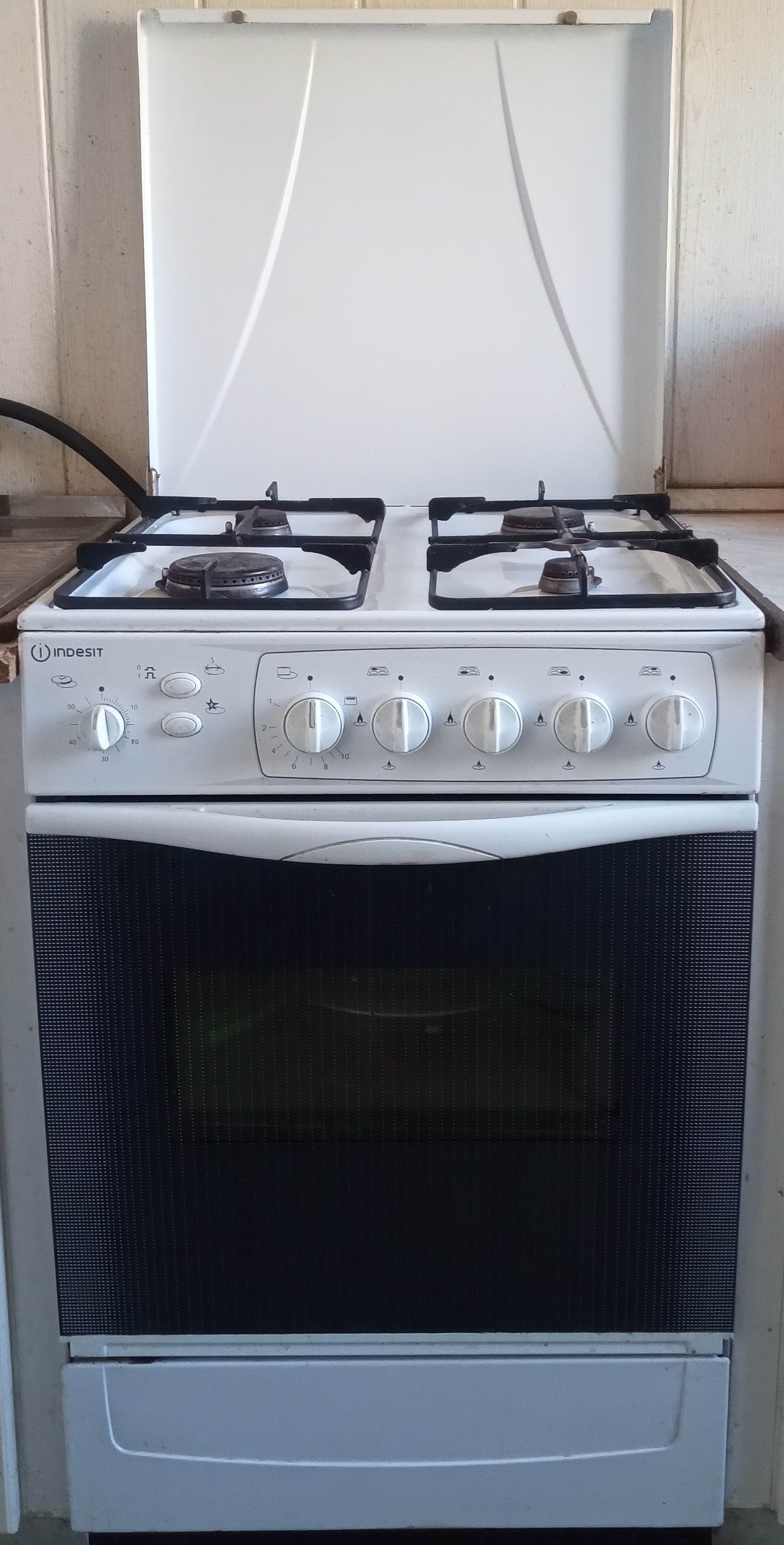
Газовая плита Intesit 2000 года

Второй логотип indesit с 1998 года по настоящее время

Под брендом Indesit компания выпускает стиральные машины, стирально-сушильные машины, сушильные машины, посудомоечные машины, холодильники, морозильные камеры, плиты, варочные поверхности, духовые шкафы, вытяжки.
Бренд Indesit занял первое место в номинации «Стиральная машина» общенационального конкурса «Народная Марка № 1» за 2008 год.

#### Стиральные машины
Как утверждает производитель, стиральные машины Indesit оснащены опцией Eco Time (позволяет снизить на 20 % расход воды и электроэнергии). Специальные программы: «Верхняя одежда», «Джинсы», «Экспресс’ 15», «Шерсть», «Шелк», «Спорт», «Спорт Интенсив», «Спортивная обувь». Класс энергопотребления А+ (потребляют на 10 % меньше электричества, по сравнению с машинами класса А). Оснащены электронной функцией «Лёгкая глажка» (позволяет определять выбранный тип ткани и оптимизировать условия стирки и отжима, сводя к минимуму образование складок).

#### Prime
Линия встраиваемой техники от бренда Indesit, стиль которой разработан итальянским дизайнерским бюро Giugiaro. В линию Prime входят духовые шкафы, варочные поверхности, вытяжки, холодильники, посудомоечные машины.

### Hotpoint

В 2007 году бренды Ariston и Hotpoint были объединены в единый бренд Hotpoint-Ariston. В 2014 году, после покупки компанией Whirlpool, бренд был переименован в Hotpoint.
Под брендом Hotpoint компания выпускает стиральные машины, стирально-сушильные машины, сушильные машины, посудомоечные машины, холодильники, морозильные камеры, плиты, варочные поверхности, духовые шкафы, вытяжки; встраиваемую и отдельно стоящую крупную бытовую технику.

#### Линии встраиваемой техники
- Experience
- Experience Glass
- Diamond
- Tradition
- Class
- Style
- New Style

#### Отдельно стоящая техника
Стиральные машины Aqualtis
Отмечены знаком Ecotech. Расход воды сокращен на 30 %, что обеспечивает экономию электроэнергии и способствует защите окружающей среды.
Система бесшумной стирки SuperSilent позволяет снизить уровень шума, благодаря использованию трехфазного мотора, специальных звукоизолирующих панелей и интеллектуальной помпы.
Woolmark Platinum Care — цикл ручной стирки для шерстяных изделий, который позволяет стирать одежду даже с маркировкой «только ручная стирка». Сертификат присвоен бренду Hotpoint-Ariston компанией The Woolmark Company.